# میرزا احمدخان عمارلویی
احمد عمارلویی معروف به میرزا احمدخان عمارلویی، روحانی و از فعالان جنبش مشروطه بوده‌است.

## فعالیت‌ها

### حوزه علمیه نجف
وی در نجف شاگرد آخوند خراسانی بود. وی ارادتمند ملا عبدالله دیوشلی مازندرانی نیز بود.

### جنبش مشروطه
وی از ماموران آخوند خراسانی در میان مشروطه خواهان بود تا به گردآوری اطلاعات برای وی بپردازد.

### عدلیه
بنا به گفته احمد کسروی در کتاب خاطراتش، میرزا احمد عمارلو به عنوان دست یار سرتیپ فضل‌الله زاهدی در حکومت نظامی خوزستان شرکت داشته‌است. وی در این مدت به سرکیسه کردن مردم می پرداخته است:
در ناصری دانسته شد این افسران که رسیده‌اند با شتاب بسیار به پر کردن جیب‌های خویش می‌کوشند. سرتیب فضل الله حکمران نظامی و دستیار او میرزا احمد عمارلو خودشان محکمه‌ای بنیاد گزارده‌اند که روی همرفته روزی هزار تومان (۱۰۰۰۰۰ریال زمان پهلوی) درآمد می‌دارد. زیرا صدها کسانی که از خزعل و پسرانش شکایت داشته‌اند به آن محکمه رو آورده‌اند و آنان به شیوهٔ فراش خانه‌های کهن از یک سو ده یک و از یکسو نیم ده یک می‌گیرند. در محمره و آبادان نیز همان رفتار است.